# Осколков, Константин Ильич
Константи́н Ильи́ч Оско́лков (17 февраля 1946 — 24 августа 2024) — российский математик, доктор физико-математических наук (1979), ведущий научный сотрудник Математического института им. В. А. Стеклова РАН, профессор Университета Южной Каролины.
Родился 12 марта 1946 года в Москве.
Окончил математическое отделение МФТИ (1969) и аспирантуру Математического института им. В. А. Стеклова АН СССР (1972, с защитой диссертации).
Доктор физико-математических наук (1979, тема диссертации Аппроксимативные свойства классов периодических функций), профессор.
Профессиональная деятельность:
- 1969—1991 младший, с 1973 старший и ведущий научный сотрудник Математического института им. В. А. Стеклова АН СССР
- 1973—1991 доцент, профессор МГУ
- 1993—2009 профессор математического отделения Университета Южной Каролины
- с 2009 заслуженный почётный профессор (Distinguished Professor Emeritus) математического отделения Университета Южной Каролины.

Внештатный сотрудник Отдела теории функций Математического института им. В. А. Стеклова РАН.
Список публикаций: http://www.mathnet.ru/person/18311 Архивная копия от 11 июня 2018 на Wayback Machine
Избранные публикации:
- K. Oskolkov, On a result of Telyakovskii and multiple Hilbert transforms with polynomial phases, Mat. Zametki 74 (2003), 242-256.
- K. Oskolkov, Continued fractions and the convergence of a double trigonometric series, East J. Approx. 9 (2003), 375-383.
- K. Oskolkov, On representations of algebraic polynomials by superpositions of plane waves, Serdica Math. J. 28 (2002), 379-390, Dedicated to the memory of Vassil Popov on the occasion of his 60th birthday.
- V. E. Maiorov, K. Oskolkov, and V. N. Temlyakov, Gridge approximation and Radon compass, Approximation Theory: a Volume-Deicated to Blagovest Sendov (B. Bojanov, ed.), DARBA, Sofia (2002), 284-309.
- K. I. Oskolkov, Linear and nonlinear methods for ridge approximation, Metric theory of functions and related problems in analysis (Russian), Izd. Nauchno-Issled. Aktuarno-Finans. Tsentra (AFTs), Moscow (1999), 165-195. MR 2001i:41039 (Russian, with Russian summary)